# Uno (kortspil)
 For alternative betydninger, se Uno. (Se også artikler, som begynder med Uno)
Uno er et amerikansk kortspil med specielle Uno-kort i modsætning til gængse spillekort. Spillet er en variant af kortspillet Olsen.

## Officielle regler
Kortspillet består af 4 rækker (farver): Rød, grøn, blå og gul, fra 0 til 9. Der er to "æres"-kort i hver række, med teksten "spring over", "træk to" og "retningsændring". Der er to specielle sorte kort, "joker" og "joker træk 4". Der er to kopier af hvert almindeligt kort, undtagen 0, som der kun er ét af pr række. Der er 4 "joker" og 4 "joker træk 4".
Ved start på spillet gives 7 kort til hver spiller, og øverste kort i stakken vendes for at starte afsmidningsbunken. Hvis det vendte kort er et specialkort, betragtes det som om kortgiveren havde smidt kortet.
Hver spiller skal smide et kort som matcher farven eller tallet på det øverste kort, eller spille et "joker" eller "joker træk 4". Hvis spilleren ikke kan spille et kort skal han tage et kort fra stakken, og må spille det eller beholde det. En spiller kan vælge at tage et kort fra stakken, selvom han har et kort som kan smides, men kun det kort der er taget op må smides med det samme (en spiller kan bevidst gøre det for at holde en anden spiller i spillet). Efter at have spillet et kort eller taget et kort op, er det den næstes tur, med uret eller modsat hvis retningen er blevet ændret.
Spillet ender, når en spiller har smidt alle sine kort. Denne spiller er vinder af runden. Men hvis spilleren lægger en 2+ kort til sidst, og en anden spiller også har en 2+ kort, så skal spilleren stadig trække 4 kort op, og er dermed stadig med i spillet. Når en spiller kun har ét kort tilbage, skal han/hun sige "UNO". Hvis spilleren glemmer at sige det, kan en anden spiller tvinge vedkommende til at tage tre kort op. Hvis ingen opdager fejlen før det igen er den spillers tur, er der ingen straf. Der er ingen straf for fejlagtigt at sige, nogen har glemt at sige UNO. 
Hvis personen ender med en træk to eller joker træk fire, må de andre spille videre på den, runden slutter først når der ikke er flere der kan lægge kort på.

### Specialkort
- Joker - træk to. Den næste spiller skal tage to kort op og får ikke sin tur.
- Spring over. Den næste spiller får ikke sin tur. Medmindre et andet spring over kort spilles
- Retningsændring. Spilleretningen går modsat og spilleren før den spiller der lige har smidt "retningsændring" får turen igen først. Hvis der kun er to spillere virker det som et Spring over-kort.
- Joker. Spilleren som smider kortet siger hvilken farve der skal spilles, og næste kort skal være den farve, medmindre et andet jokerkort spilles.
- Joker træk fire. Spilleren som smider kortet siger hvilken farve der skal spilles. Derudover skal den næste spiller tage 4 kort op og får ikke sin tur. Næste kort skal være den valgte farve, med mindre et andet jokerkort spilles.

### Point
Når spillet er færdigt, sammentæller hver spiller sine kort. Kortene fra 1 til 9 angiver deres respektive værdi. Æreskortene tæller 20 (spring over, skift retning, træk to). Joker kortene tæller for 50. Der er forskellige pointtællingsmetoder:
A) Den spiller der vinder spillet, får de andres point. De andre spillere får intet. Målet er at akkumulere så mange point som muligt. Vinderen er den som først når 500, eller har flest efter et vist antal spil eller indenfor en bestemt tid.
B) Hver spiller får det antal han sidder med. Den der bliver først færdig får ingenting. Målet er at få så få point som muligt.

### Almindelige varianter
- I stedet for at optælle point, når en spiller har vundet, kan spillet forsætte med de resterende spiller der bliver således 2,3 ... plads etc.
- "Dræber UNO". Denne variant er, som navnet antyder, hurtigere og mere aggressivt end det officielle spil. Der er fem ekstra regler:
- Akkumulativ træk. Hvis der er smidt et "træk to"-kort og du har et "træk to"-kort kan du spille det i stedet for at tage op og den næste skal så samle 4 kort op, eller smide samme slags kort, osv.
- Hvis man har flere kort med samme tal, men i forskellige farver, kan man lægge dem samlet. Det er ikke tilladt at lægge flere kun i samme farve.
- Evighedstræk. Hvis du vælger at trække et kort (eller er tvunget hertil), fortsætter du med at trække kort, indtil du får et kort du kan smide. Hvis nødvendigt, blandes afsmidningsbunken og bruges igen.
- Hop ind. Hvis du har et kort som matcher det sidst spillede kort, både i farve og tal, kan du spille det selvom det ikke er din tur. Hvis en skal tage kort op, kan man vente med at smide sit kort. Spillet fortsætter fra dig som om det var din tur og derved springer spillere over. Denne regel øger hastigheden i spillet især ved mange spillere.
- Nul. Når et nulkort spilles, bytter alle kort med næste spiller i spillets retning. Spillet fortsættes som ellers. Læg mærke til, at smide et Nulkort som det sidste, resulterer i at du får sidemandens kort.
- At man ikke kan smide jokeren hvis man har et almindeligt kort der passer.

- "DrukUNO" eller "Druk UNO" er et drukspil som spilles med UNOkort[1]. Reglerne i DrukUNO bygger på de klassiske Uno regler hvor der er tilføjet regler for hvad, hvor meget og hvornår der skal drikkes. Desuden præcisering af emner som ikke er beskrevet udførligt i ordinære Uno regler.
- Olsen er en Uno-variant med Kortspil med alm spillekort.